# Михайловский, Евгений Александрович
Евгений Александрович Михайловский (21 марта 1941, г. Рославль, Смоленская область — 13 марта 2025) — заслуженный военный лётчик СССР (1980), генерал-майор авиации (1987).

## Биография
В 1962 году окончил Армавирское высшее военное училище летчиков ПВО, в 1972 году Военную командную академию Войск ПВО имени Маршала Советского Союза Жукова Г. К. Освоил более 10 типов самолётов (Як-18, МиГ-15, МиГ-17, МиГ-21, МиГ-23, МиГ-25, МиГ-31,Су-7, Су-9, Ту-128, Ту-124, Ан-14). Занимал должности командира авиационного полка (БелВО), начальника авиации корпуса ПВО (БелВО), начальника отдела боевой подготовки авиации ПВО (Главкомат Войск ПВО), заместителя командующего армией ПВО — начальника авиации армии ПВО (СибВО), начальника Центра подготовки летного состава (САВО), начальника командного пункта армии ПВО (СибВО).
Одним из первых в стране освоил истребитель четвёртого поколения МиГ-31, внёс значительный вклад в освоение летным составом боевого применения данного самолёта, а также в развитие современной тактики истребительной авиации ПВО в целом.
Награждён орденами Трудового красного знамени, Красной Звезды, «За службу Родине» III степени, многими медалями.
Умер 13 марта 2025 года в возрасте 83 лет.